# Olga Brusnikina
Olga Brusnikina, född den 9 november 1978 i Moskva, Ryssland, är en rysk konstsimmare.
Hon tog OS-guld i lagtävlingen i konstsim och OS-guld i duett i konstsim i samband med de olympiska konstsimstävlingarna 2000 i Sydney.
Hon tog OS-guld igen i lagtävlingen i konstsim i samband med de olympiska konstsimstävlingarna 2004 i Aten.